# Vietnam del Sud ai Giochi della XVI Olimpiade
Il Vietnam del Sud partecipò alle XVI Olimpiadi, svoltesi a Melbourne dal 22 novembre all'8 dicembre 1956, con una delegazione di 6 atleti tutti impegnati in gare di ciclismo,
senza aggiudicarsi medaglie.